# Hospital René Huguenin
L'Hospital René-Huguenin és un hospital docent de Saint-Cloud. Forma part dé Institut Curie i és hospital docent de la Universitat de Versalles Saint-Quentin-en-Yvelines.
Va ser creat el 2010.